# Raión de Kalinkavichy
Kalínkavichy (en bielorruso: Калінкавіцкі раён) es un raión o distrito de Bielorrusia, en la provincia (óblast) de Gómel.
Comprende una superficie de 2744 km². Su capital es Kalínkavichy.

## Demografía
Según estimación 2010 contaba con una población total de 64055 habitantes.

## Subdivisiones
Comprende la ciudad subdistrital de Kalínkavichy (la capital), el asentamiento de tipo urbano de Azárychy y los siguientes diecisiete consejos rurales:
- Vialíkiya Autsiukí
- Harbavichy
- Haróchychy
- Damánavichy
- Dúdzichy
- Nasavichy
- Kazlóvichy
- Káplichy
- Lipau
- Malyya Autsiukí
- Najau
- Sávichy
- Syrod
- Zalatuja
- Shyichy
- Yúravichy
- Jakímavichy